# Jenny Beavan

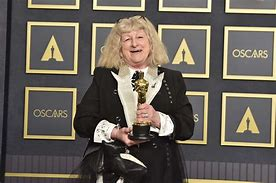
Jenny Beavan com sua estatueta do Oscar de Melhor Figurino por "Cruella" em 2022

Jenny Beavan é uma designer nascida em Londres, Reino Unido. Estudou na antiga London's Central School of Art and Design e seus trabalhos se tornaram conhecidos no cinema. Ela recebeu doze indicações ao Oscar de Melhor Figurino, em The Bostonians, A Room with a View, Maurice, Howards End, The Remains of the Day, Sense and Sensibility, Anna and the King, Gosford Park, The King's Speech, Mad Max: Fury Road, Cruella e Mrs. Harris Goes to Paris. Ela ganhou três Óscares da Academia sendo um destes por Melhor Figurino em 1987 ("A Room With A View", compartilhado com John Bright), em 2016 por seu trabalho em Mad Max: Fury Road e em 2022 por Cruella.